# 貿易壁壘

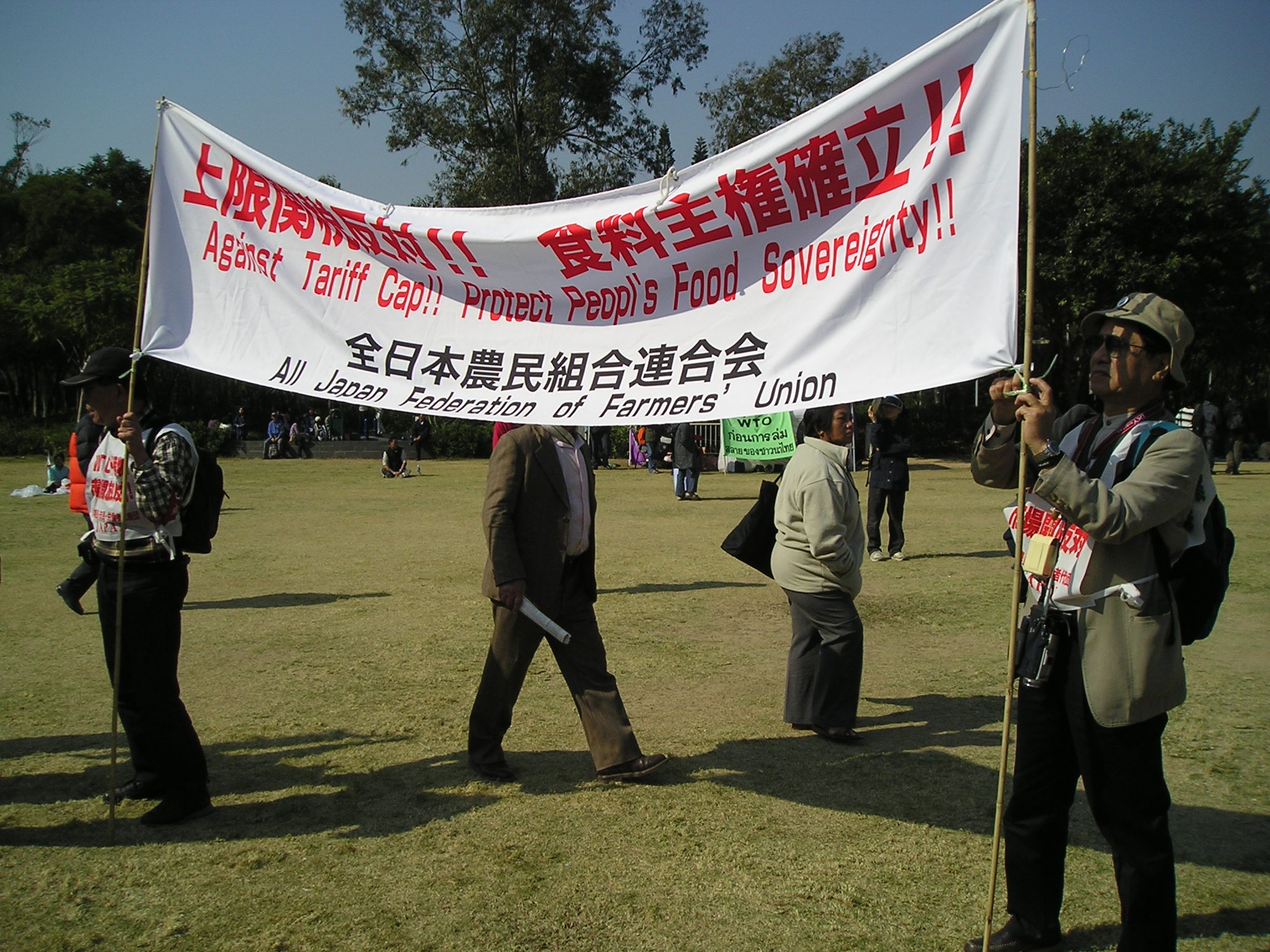
日本農民抗議撤除保護性關稅集會，害怕壁壘撤除後國產農品失去競爭力

貿易壁壘，或貿易障礙是一些國家阻止國際貿易的政府政策或規則，可以各種不同形式出現。
貿易壁壘包括：
- 貨物稅
- 進口關稅（關稅壁壘）
- 貿易配額限制
- 在地生產者補貼政策
- 進口許可證
- 出口許可證
- 通關檢查條件與時間
- 反傾銷稅
- 其他非關稅的貿易壁壘

大部份貿易壁壘皆有相同原理，就是為貿易加入某種成本，令貨品的價格上升。兩國或多個國家之間重複地施行貿易壁壘對付其他國家，做成的紛爭被稱為貿易戰。
經濟學家認為貿易壁壘會減低經濟的效率，此觀點可由比較優勢理論解釋。理論上，自由貿易代表清除所有貿易壁壘，除了與健康或國家安全有關的產品外。實際上，即使是鼓勵自由貿易的國家，本身亦會大量補貼部份工業或農業，例如鋼鐵、稻米等。发达國家對出口產品的補貼常被發展中國家指為以本傷人及危害發展中國家相同行業的生存。

## 參看
- 贸易保护主义
- 國際貿易
- 世界貿易組織